# 施尧站
施尧站位于中华人民共和国江西省南昌市青云谱区迎宾北大道与警民南一路交叉口，是南昌地铁3号线的地铁车站，车站于2020年12月26日和3号线一同启用。

## 车站结构
车站为地下二层岛式车站:54；南端设双存车折返线:36。

### 楼层
| 1层  | 地面               | 出入口                         |  |  |
| -1层 | 站厅               | 自动售票机、客服中心           |  |  |
| -2层 |                    | █ 3号线 往银三角北（八大山人） |  |  |
|      | 岛式站台，左侧开门 |                                |  |  |
|      |                    | █ 3号线 往京东大道（江铃）     |  |  |

### 出入口
| 编号                   | 指示           | 图片 | 建议前往的目的地           |
| ---------------------- | -------------- | ---- | -------------------------- |
| 出口 · 1L              | 迎宾北大道东侧 |      | 江铃龙湖云璟               |
| 出口 · 2L              | 迎宾北大道东侧 |      | 江铃东二路、南昌市洪都中学 |
| 出口 · 3L · 升降机标志 | 迎宾北大道西侧 |      | 警民路、武警江西总队医院   |
| 註： 設有              |                |      |                            |

## 历史
- 在2012年的规划中显示该站名为“京山南路站”[2]。
- 2014年3月21日公布的“南昌市城市快速轨道交通建设规划（2014-2020）环评”显示本站名为京山站[3]。
- 2015年5月5日《南昌市城市轨道交通第二期建设规划(2015-2021)》得国家发改委批复，显示本站名为“京山站”[4]。
- 2015年7月20日南昌市轨道交通3号线工程环境影响评价文件拟受理情况的公示，[5]公布了《南昌市轨道交通3号线工程环境影响报告书（公示稿）》[1]。
- 2015年8月4日《关于南昌市轨道交通3号线工程规划选址的批前公示》，“京山站”位于江铃东二路（规划江铃六路）与迎宾大道交叉口的南侧[6][7]。
- 2016年8月6日南昌晚报报道了地铁2、3号线车站改名情况；本站改名为蔡家坊站[8]。
- 2017年2月8日公布了《2、3号线站点更名及4号线命名方案获批》，本站名为施尧站[9]。